# ペーテルス (クレーター)
ペーテルス（Peters）は、月の表側にあるクレーターであり、月の北部に位置する。シリウスの固有運動、年周視差に関する研究を行ったドイツの天文学者、クリスチャン・アウグスト・フリードリヒ・ペーテルスにちなんで名づけられた。
ペーテルスの西にはネイソン、ペーテルスの南東にはアーノルトが位置しており、ペーテルスの南にはモワニョーが位置している。
ペーテルスの周壁は低く、円に近い形状をしており、隕石の衝突などによる風化もほとんど見られない。注目すべき特徴はほとんどなく、南東の周壁にV字型の切れ目が見られる程度である。ペーテルスの底面は溶岩によって完全に覆われており、その表面は水平でのっぺりとした地形をしている。